# Chronologie de Gênes
Ce qui suit est une chronologie de l'histoire de la ville de Gênes, en Ligurie, en Italie.

## Antiquité

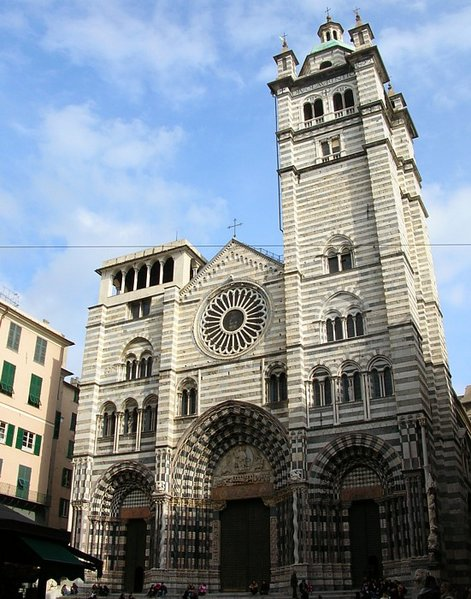
La cathédrale de Gênes a été consacrée en 1118

- - 209 av. J.-C. - Ville de la tribu ligure des Genuates saccagée par les Carthaginois[1].
- - 148 av. J.-C. - Ville reconstruite par les Romains.
- - 146 av. J.-C. - Droits municipaux accordés par les Romains.
- - 13 av. J.-C. - Etablissement de la Via Julia Augusta.
- Vers 360 - Etablissement de la première communauté chrétienne, sous la conduite de l'évêque San Siro.
- Vè et VIè siècles - Occupation de la ville par les Ostrogoths.
- 544 - Installation des Byzantins.

## Haut Moyen Âge
- Vers 643 - Les Lombards prennent le pouvoir.
- 774 - Conquise par les Francs.
- Vers 900 - Construction de l'église Santa Maria di Castello.
- 935 - Sac fatimide de Gênes.
- 958 - L’empereur Bérenger II affirme l’autonomie juridique de la communauté génoise reconnaissant ses coutumes.
- 972 - Consécration de l'église San Stefano.

## République de Gênes (1005-1815)

### Avant leXVIesiècle
- 1005 - Création de la république de Gênes.
- 1049 - Début de la construction de l'église Santi Cosma e Damiano.
- 1118 - Cathédrale de Gênes consacrée par le pape Gélase II[1]. La ville compte environ 50 000 habitants.
- 1126 - Fondation de l'église San Matteo[1].
- 1133 - Création de l'archidiocèse catholique romain de Gênes.
- 1163 - Construction des Porta Soprana, Porta dei Vacca et Porta Aurea (date approximative).
- 1180 - Début de la construction de la Commanderie de San Giovanni di Pré.
- 1189 - Consécration de l'église San Donato.
- 1260
  - Construction du palais San Giorgio[1].
  - Eglise Sant'Agostino consacrée.
- 1275 - Construction du palais ducal.
- 1284 - Bataille navale de la Meloria[1] : Gênes écrase Pise.
- Années 1300 - Population : 100 000 habitants.
- 1308 - Fondation de San Bartolomeo degli Armeni.
- 1330 - Agrandissement des fortifications (date approximative)[1].
- 1339 - Simone Boccanegra est nommé premier doge de Gênes[1].
- 1347 - Peste noire.
- 1354 - Horloge publique installée[2].
- 1407 - Fondation du Banco di San Giorgio.
- 1453 - Construction de l'Oratoire San Giacomo della Marina.
- 1474 - Presse à imprimer en fonctionnement (date approximative)[3].
- 1481 - Création de l'université de Gênes.

### XVIe–XVIIIesiècles

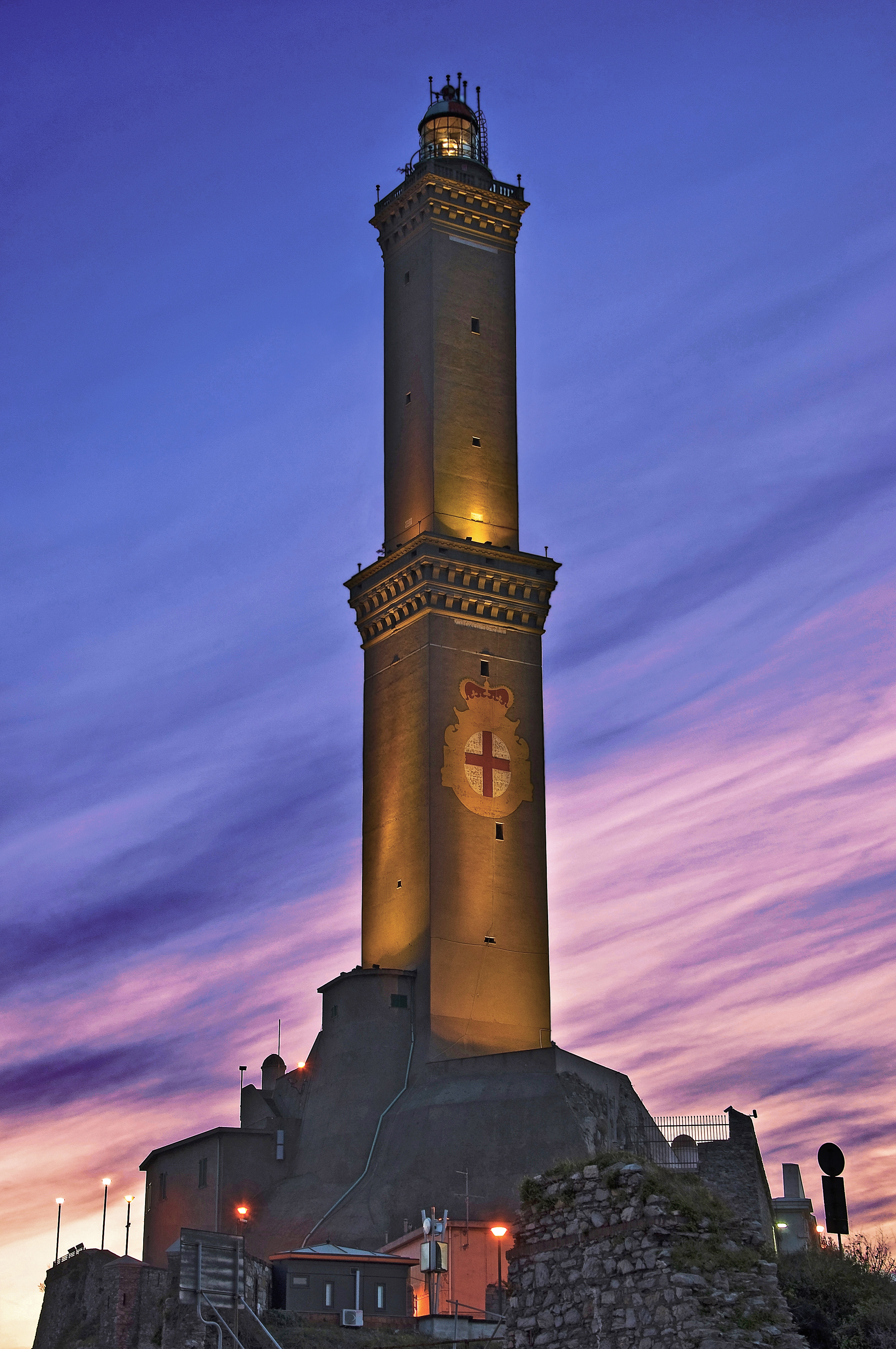
L'actuel phare de Gênes a été allumé pour la première fois en 1543

- 1520 - Début de la construction de la basilique della Santissima Annunziata del Vasto.
- 1540 - Construction du Palazzo Bianco.
- 1543 - Phare de Gênes allumé.
- 1576 - Création du système des palais des Rolli.
- 1583
  - Strada Maggiore (actuelle Via Garibaldi) aménagée.
  - Basilique Santa Maria Assunta consacrée.
- 1585 - Construction de l'église San Pietro in Banchi.
- 1595 - Achèvement de la Loggia dei Mercanti.
- 1598 - Inauguration de l'église du Gesù.
- 1601-1618 - Aménagement de la Via Balbi.
- 1619 - Eglise San Siro restaurée.
- 1622 - Le peintre Rubens publie l'ouvrage Palazzi di Genova.
- 1624 - Construction de la Basilique Nostra Signora dell'Assunta.
- 1625 - Relief de Gênes construit.
- 1632 - Agrandissement des fortifications (date approximative)[1].
- 1639 - Michele Castelli publie le Genova (journal 1639-1646), le plus ancien journal d'Italie
- 1642 - Alessandro Botticelli publie le Genova (journal 1642-1684), plus tard connu sous le nom de Il Sincero.
- 1655 - Construction du palais Stefano Balbi.
- 1677 - Construction du palais Rosso.
- 1684 - Bombardement de Gênes par la flotte française de Louis XIV.
- 1706 - Construction de l'église Nostra Signora della Consolazione e San Vincenzo martire.
- 1733 - Reconstruction de l'église San Torpete.
- 1747 - Siège de Gênes.
- 1751 - Création de l'Académie des beaux-arts de Gênes.
- 1770 - Construction de l'église Santissimo Nome di Maria e degli Angeli Custodi.
- 1775 - Création de la Biblioteca Civica Berio (bibliothèque).
- 1777 - Le journal Avvisi commence à être imprimé.
- 1778-1786 - Aménagement de la Strada Nuovissima (actuelle Via Cairoli).
- 1794 - Création du Jardin botanique Clelia Durazzo Grimaldi.
- 1797 - Gênes est incorporée à la République ligurienne.

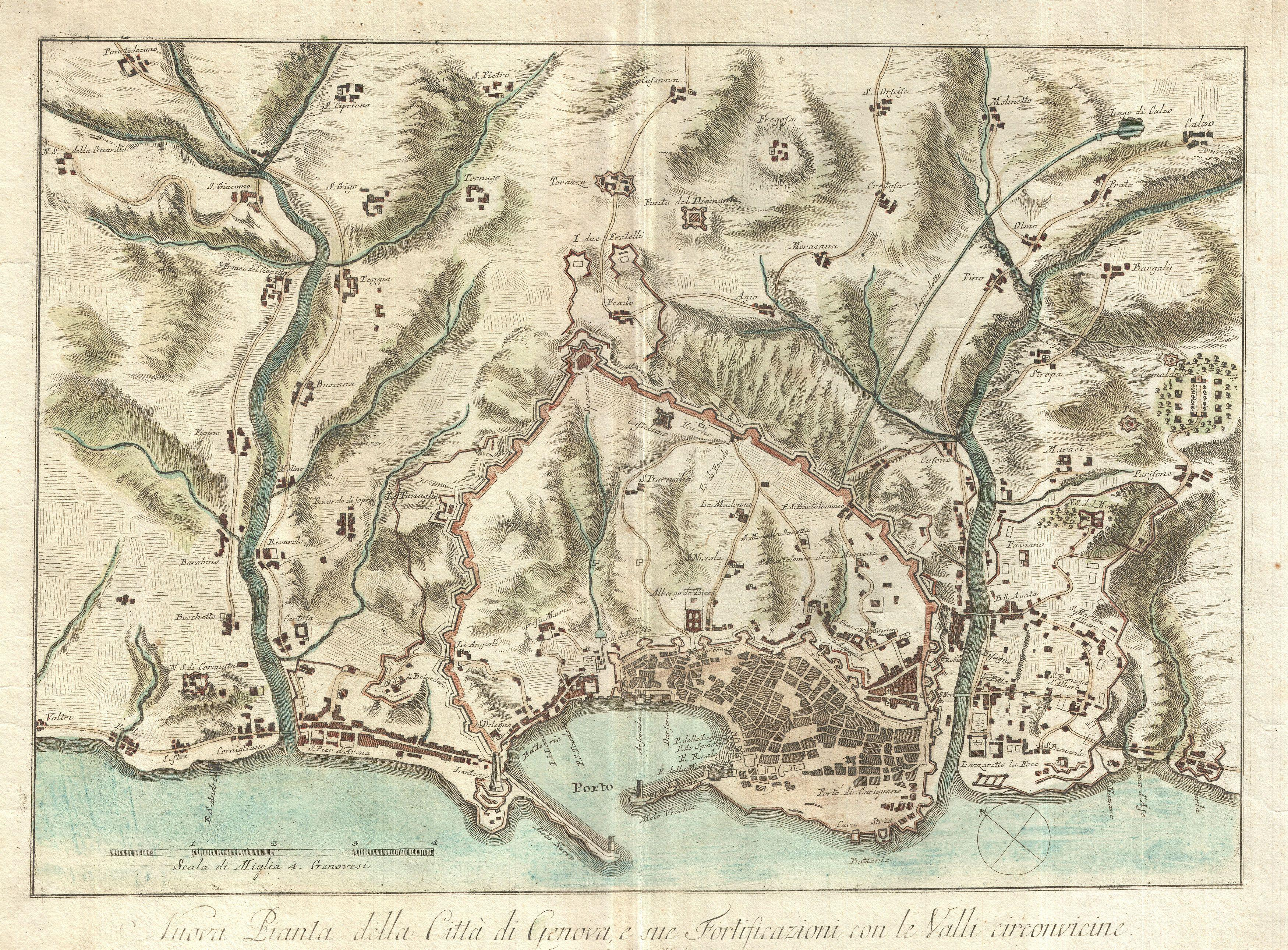
Carte de Gênes, vers 1800

- 1800
  - Avril - Siège de Gênes.
  - Avril - Bataille de Sassello.

## XIXesiècle
- 1803 - Création de l'Orto Botanico dell'Università di Genova.

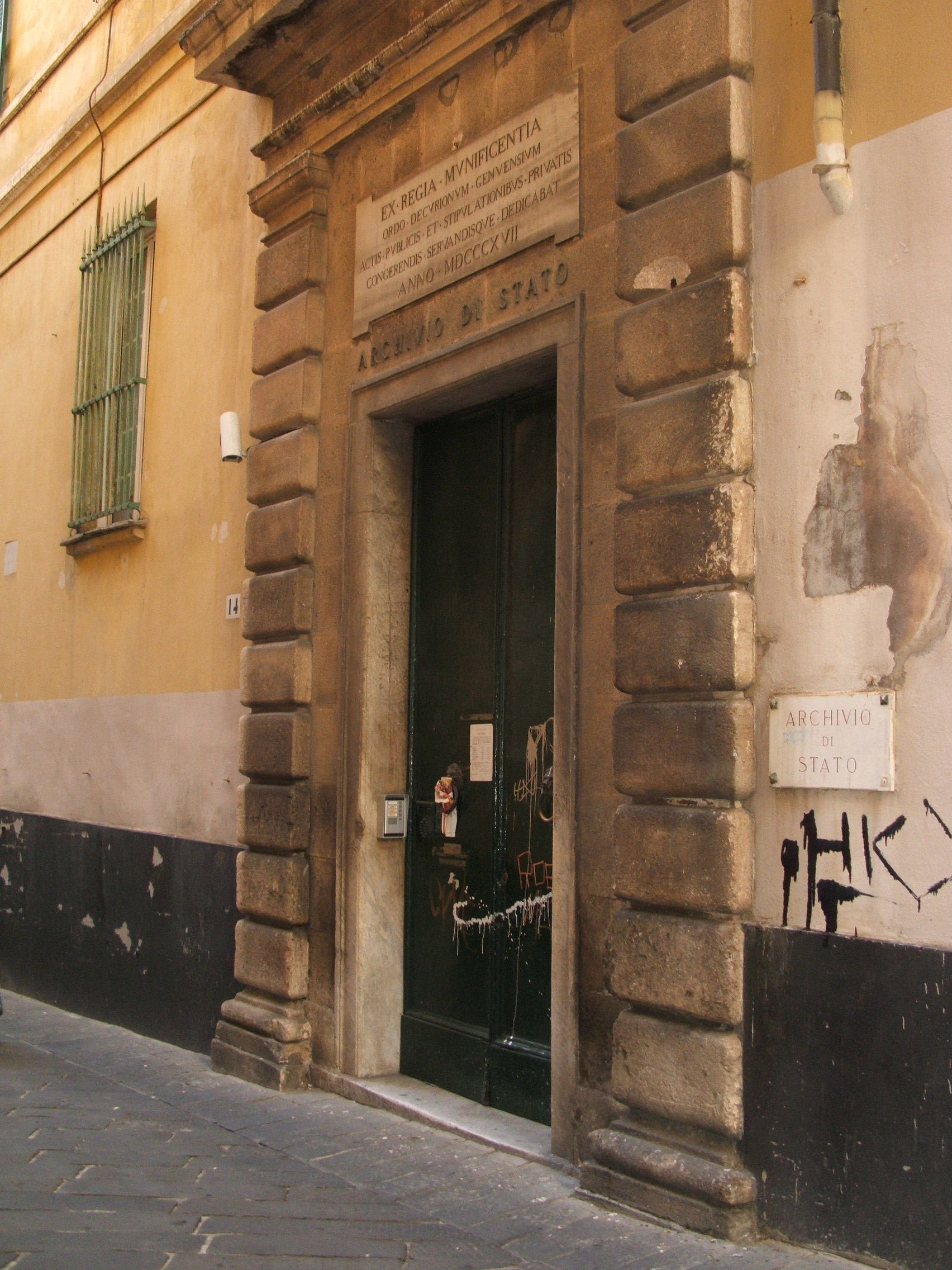
Archives d'État de Gênes, créées en 1817

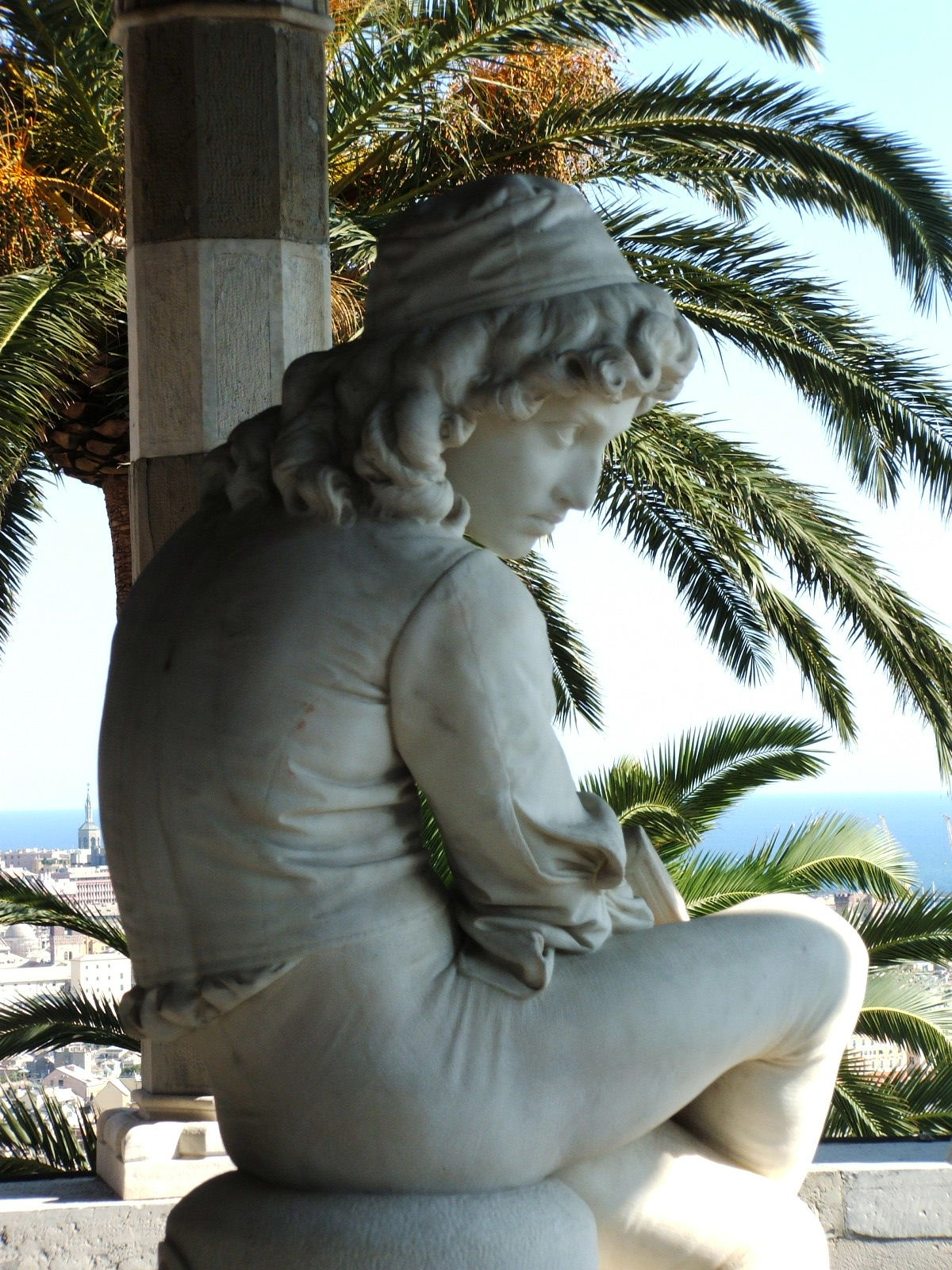
Statue de Colomb au château Albertis, construit en 1892 pour marquer le 400e anniversaire de son premier voyage

- 1814 - Révolte contre la France[1].
- 1815
  - Fin de la république de Gênes.
  - Gênes incorporée au Piémont (royaume de Sardaigne)
- 1817 - Archivio di Stato di Genova (it) (archives d'État) créées[4].
- 1824 - Le journal Corriere Mercantile commence à paraître[5].
- 1828 - Ouverture du Teatro Carlo Felice.
- 1835 - Aménagement du parc Acquasola[1].
- 1837 à 1842 - aménagement de la via San Lorenzo.
- 1846 - Construction du parc Villa Durazzo-Pallavicini.
- 1849
  - Révolte de Gênes.
  - La rénovation de Santi Quirico e Giulitta commence.
- 1851 - Création du cimetière monumental de Staglieno.
- 1853 - Construction de la gare de Sampierdarena.
- 1857 - Società Ligure di Storia Patria (it) (société d'histoire) fondée.
- 1860 - Ouverture de la gare de Gênes Piazza Principe.
- 1861 - La ville compte 240 000 habitants.
- 1867 - Ouverture du Museo Civico di Storia Naturale de Gênes.
- 1868 - Mise en service du chemin de fer Gênes-Vintimille.
- 1870 - Création de la Banque de Gênes.
- 1871 - Population : 255 000[6].
- 1874 - Gênes annexe 6 communes.
- 1876 
  - Inauguration de la galerie marchande couverte Galleria Mazzini et de la Via Roma.
  - Aménagement de la Via di Circonvallazione a Monte[1].
- 1879 - Création du Yacht Club Italiano.
- 1884 - Fondation de la société Costa Croisières.
- 1887 - Aménagement de la Via XX Settembre[1].
- 1890 - Construction de la gare maritime de Gênes.
- 1891 - Mise en service du funiculaire Sant'Anna.
- 1892
  - Château Albertis construit.
  - Congresso geografico italiano (it) tient sa première conférence à Gênes.
- 1893
  - Fondation du club de cricket et de football de Genoa.
  - Dévoilement de la statue de Garibaldi sur la Piazza De Ferrari[1].
- 1895 
  - Aménagement de la Via di Circonvallazione a Mare[1]'[7].
  - Mise en service du funiculaire Zecca-Righi.
- 1899 - Ouverture du Mercato Orientale.

## XXesiècle
- 1901 

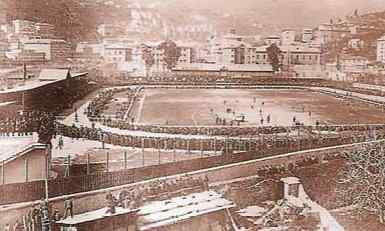
Le Stadio Luigi Ferraris a ouvert ses portes en 1911 et a accueilli les Coupes du Monde 1934 et 1990

  - Ouverture du chemin de fer à crémaillère Principe-Granarolo.
  - La ville compte 375 000 habitants.
- 1905
  - Ouverture de la gare de Gênes Brignole.
  - Ouverture du musée d'Art Oriental Edoardo Chiossone.
  - Achèvement du château Mackenzie.
- 1911 - Ouverture du stade Luigi Ferraris sous le nom de Marassi.
- 1912 - Palais de la Bourse inauguré.
- 1914 - Exposition internationale d'hygiène marine et maritime.
- 1915 - Construction de la promenade du bord de mer du Corso Italia.
- 1922
  - La ville accueille la conférence de Gênes.
  - Le Palazzo Reale ouvre ses portes en tant que musée public[8].
- 1926 - Création de la Grande Gênes, qui incorpore 19 communes, passant de 340 000 à 580 000 habitants.
- 1930 - Achèvement de la gare maritime.
- 1931 - Inauguration de l'Arc de la Victoire, commémorant les morts de la Première Guerre mondiale.
- Années 1931-1938 - Création de la place de la Victoire et de l'Escalier des Caravelles.
- 1934 - La ville accueille des matchs de la Coupe du monde de football 1934.
- 1935 - Inauguration de la synagogue de Gênes. Population : 635 000 habitants.
- 1936 
  - Inauguration de la fontaine de la piazza De Ferrari.
  - Fondation du musée d'Archéologie ligure.
- 1938 - Ouverture du premier système de trolleybus.
- 1940 - Construction de la tour Piacentini.
- 1941 - Bombardement britannique du port de Gênes.
- 1945 - 25 avril : Libération de la ville par les partisans.
- 1946 - Création du club de football UC Sampdoria.
- 1951 - 688 000 habitants.
- 1961 - 784 000 habitants.
- 1962
  - L'aéroport de Gênes-Christophe Colomb ouvre, construit sur un terre-plein artificiel.
  - Premier Salon Nautique International de Gênes.
- 1966 - Lancement de la première édition des floralies Euroflora.
- 1970 - 7 octobre : Inondation.
- 1971 - Record historique de population : 816 000 habitants.

- 1973 - Fermeture du premier système de trolleybus.
- 1975 - Création du Teatro della Tosse.
- 1981 - Population : 762 000 habitants.
- 1990
  - Le métro de Gênes entre en service.
  - La ville accueille des matchs de la Coupe du monde de football de 1990.

- 1991 - Population : 678 000 habitants.

- 1992
  - L'aquarium de Gênes ouvre et le vieux port est rénové par Renzo Piano (structure du Bigo...)
  - Expo spécialisée de 1992 à Gênes.
- 1997 - Ouverture du deuxième système de trolleybus.
- 1999 - Création de l'école internationale Deledda.

## XXIesiècle
- 2001 
  - La ville accueille le 27e sommet du G8. De violentes émeutes anti-G8 éclatent dans la ville.
  - Inauguration de la Biosfera de Renzo Piano.
  - Population : 610 000 habitants.
- 2003 - Fondation de l'Institut Italien de Technologie (IIT), dont le siège est à Gênes.
- 2004
  - Ville désignée capitale européenne de la culture.
  - Galata Museo del Mare ouvre ses portes.
- 2006 - Les Strade Nuove et le système des palais des Rolli inscrits au patrimoine mondial de l'UNESCO.
- 2011 - La ville compte 605 000 habitants.
- 2012 - Marco Doria élu maire[9].
- 2017 - Marco Bucci élu maire.
- 2018 - Le pont Morandi s'effondre. Marco Bucci nommé commissaire pour la reconstruction du nouveau pont.
- 2020 
  - Pandémie de Covid-19
  - Viaduc Gênes-San Giorgio reconstruit pendant la pandémie pour remplacer le Pont Morandi. Il a été projeté par l'architecte génois Renzo Piano.
- 2021 - Population : 560 000 habitants.

### en ukrainien
- Гавриленко О. А., Сівальньов О. М., Цибулькін В. В. Генуезька спадщина на теренах України; етнодержавознавчий вимір. — Харків: Точка, 2017.— 260 с. — (ISBN 978-617-669-209-6)